# (2683) Brian
(2683) Brian (1981 AD1; 1929 ST; 1939 UF; 1969 UG2; 1978 PM) ist ein ungefähr elf Kilometer großer Asteroid des äußeren Hauptgürtels, der am 10. Januar 1981 vom US-amerikanischen Astronomen Norman G. Thomas am Lowell-Observatorium, Anderson Mesa Station (Anderson Mesa) in der Nähe von Flagstaff, Arizona (IAU-Code 688) entdeckt wurde. Er gehört zur Koronis-Familie, einer Gruppe von Asteroiden, die nach (158) Koronis benannt ist.

## Benennung
(2683) Brian wurde vom Entdecker Norman G. Thomas nach seinem ältesten Sohn benannt.